# Víctor Tomás
Víctor Tomás González (Barcellona, 15 febbraio 1985) è un ex pallamanista spagnolo.

## Palmarès

### Club

#### Competizioni nazionali
- Campionato spagnolo: 12

2002-03, 2005-06, 2010-11, 2011-12, 2012-13, 2013-14, 2014-15, 2015-16, 2016-17, 2017-18, 2018-19, 2019-20
- Coppa del Re: 11

2003-04, 2006-07, 2008-09, 2009-10, 2013-14, 2014-15, 2015-16, 2016-17, 2017-18, 2018-19, 2019-20
- Coppa ASOBAL: 11

2001-02, 2009-10, 2011-12, 2012-13, 2013-14, 2014-15, 2015-16, 2016-17, 2017-18, 2018-19, 2019-20
- Supercoppa di Spagna: 12

2001, 2004, 2007, 2009, 2010, 2013, 2014, 2015, 2016, 2017, 2018, 2019

#### Competizioni internazionali
- Coppa dei Campioni / Champions League: 3

2004-05, 2010-11, 2014-15
- IHF Cup / EHF Cup: 1
  - 2002-03

- Champions Trophy:

2002-03
- Super Globe: 5
  - 2013, 2014, 2017, 2018, 2019

### Nazionale
- Giochi olimpici

 Pechino 2008
- Mondiali

 Spagna 2013
- Europei

 Polonia 2016
 Danimarca 2014